# 마이하마 리조트 라인 디즈니 리조트 라인
디즈니 리조트 라인(일본어: ディズニーリゾートライン線 디즈니리조토라인[*])은 마이하마 리조트 라인이 운영하는 모노레일 노선이다.
주로 마이하마 역과 도쿄 디즈니 리조트 각각 시설을 연결한다.

## 역사
- 2001년 7월 27일: 개통.

## 운행 형태
열차는 순환선을 왼쪽으로 돌아 운전된다.

## 차량
6량 5편성이 있다.
Type X

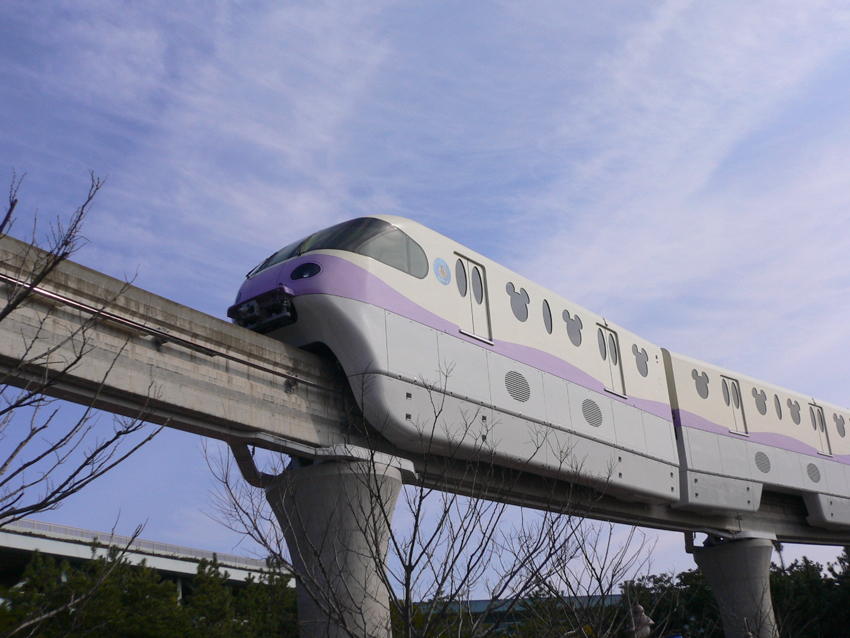
자색 열차

Type C

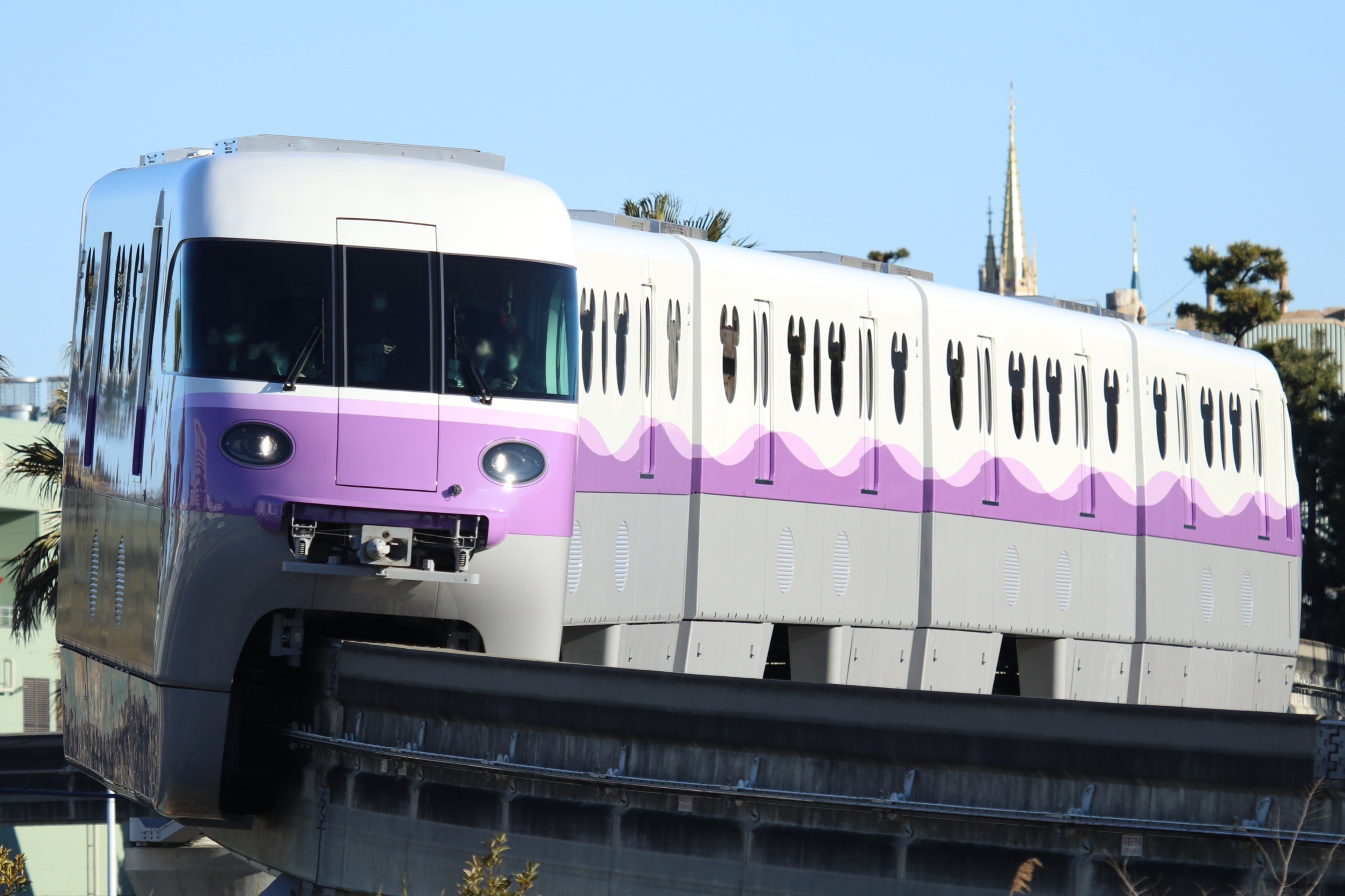
Type C

## 역 목록
| 역 이름                    | 일본어 이름                        | 거리 (km) | 접속 노선                               | 소재지            |
| -------------------------- | ---------------------------------- | --------- | --------------------------------------- | ----------------- |
| 리조트 게이트웨이 스테이션 | リゾートゲートウェイ・ステーション | 0.0       | 동일본 여객철도 게이요 선 (마이하마역)  | 지바현 우라야스시 |
| 도쿄 디즈니랜드 스테이션   | 東京ディズニーランド・ステーション | 0.6       |                                         | 지바현 우라야스시 |
| 베이사이드 스테이션        | ベイサイド・ステーション           | 1.8       |                                         | 지바현 우라야스시 |
| 도쿄 디즈니시 스테이션     | 東京ディズニーシー・ステーション   | 3.7       |                                         | 지바현 우라야스시 |
| 리조트 게이트웨이 스테이션 | リゾートゲートウェイ・ステーション | 5.0       | 동일본 여객철도 게이요 선 (마이하마 역) | 지바현 우라야스시 |